# Fortune's Mask
Fortune's Mask é um curta-metragem mudo norte-americano de 1922, do gênero comédia, estrelado por Earle Williams com o ator cômico Oliver Hardy. É presumidamente um filme perdido.

## Elenco

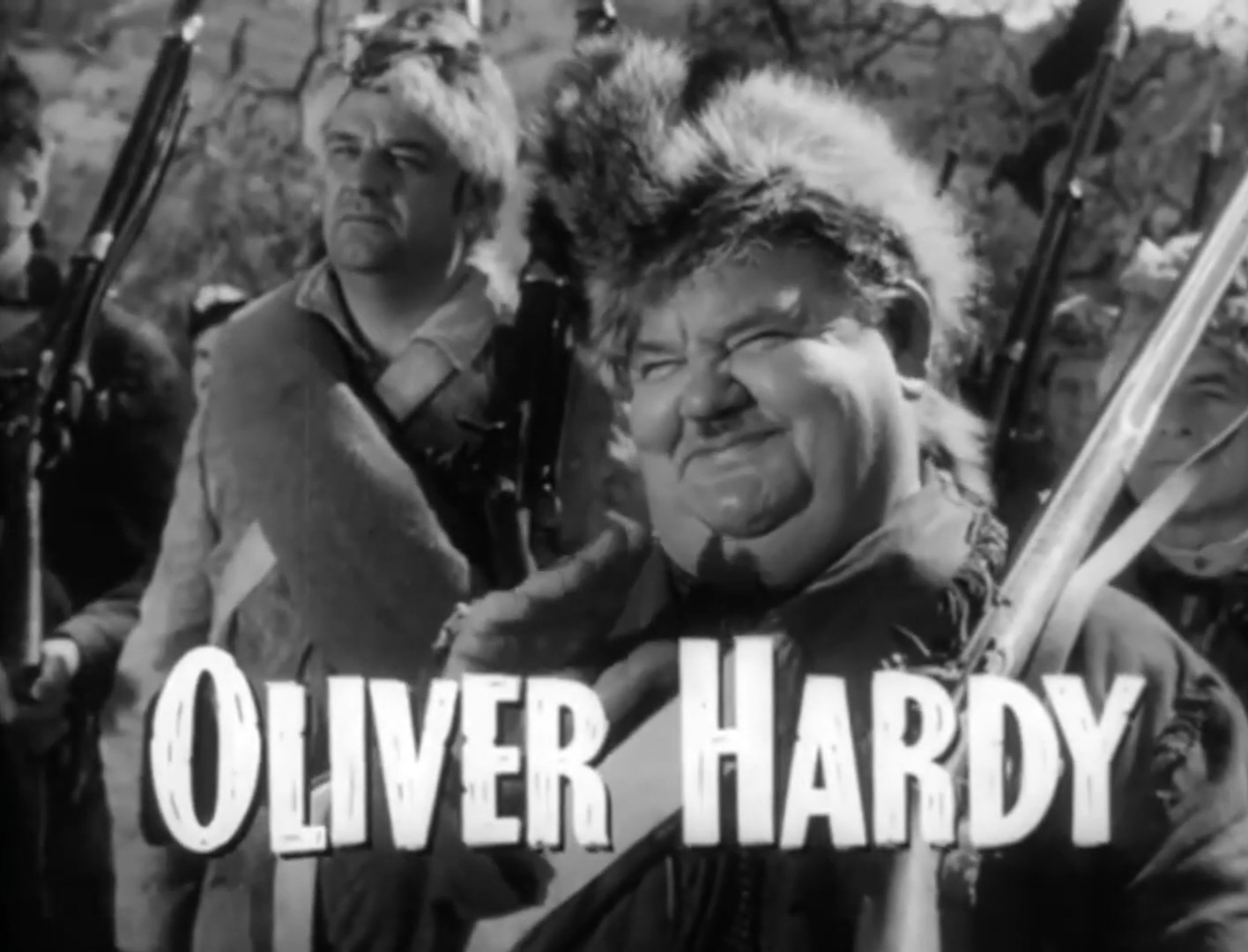
Oliver Hardy

- Earle Williams - Ramón Olivarra (conhecido como Dicky Maloney)
- Patsy Ruth Miller - Pasa Ortiz
- Henry Hebert - Losada
- Milton Ross - General Pilar
- Eugenie Forde - Madame Ortiz
- Arthur Tavares - Vicenti
- Frank Whitson - Espiração
- Oliver Hardy - Chefe de Polícia
- William McCall - Capitão Cronin